# Myxoproteus ambiguus
Myxoproteus ambiguus is een microscopische parasiet uit de familie Sinuolineidae. Myxoproteus ambiguus werd in 1895 beschreven door Thélohan. 